# بائوباب
بائوباب یک سَرده (جنس) از درختان برگ‌ریز بزرگ، برجسته و اغلب با رشد عجیب و غریب هستند که به خانواده پنیرکیان (Malvaceae) تعلق دارند. این سرده بر اساس ویژگی‌های گل، میوه و دانه به سه بخش تقسیم می‌شود. درختان بائوباب در بخش‌های وسیعی از قاره آفریقا، جزیره ماداگاسکار و استرالیا پراکنده‌اند. نام گیاه‌شناسی این سرده، یعنی آدانسونیا (Adansonia)، توسط برنارد دو ژوسیو به افتخار گیاه‌شناس فرانسوی میشل آدانسون انتخاب شده است.
معروف‌ترین نماینده آن‌ها، بائوباب آفریقایی (Adansonia digitata) است که در نشان ملی سنگال به تصویر کشیده شده است و استفاده تجاری آن در حال افزایش است.
بائوباب که بخاطر شکل میوه‌هایش به درخت «موش مرده» نیز شهرت دارد، هشت گونه شناخته شده دارد که شش گونه از این درخت در ماداگاسکار یکی بومی سرزمین اصلی آفریقاست، دو گونه دیگر یکی در شبه‌جزیره عربستان و یکی در استرالیا رشد می‌کند. بلندی آن به ۵۰ متر می‌رسد. میوه بائوباب به نام نان میمون شهرت دارد و طول آن به ۴ متر می‌رسد. بخش اسفنجی این میوه دارای ماده‌ای لعاب‌دار و خوراکی است و رنگی مایل به قرمز و طعمی ترش و شیرین دارد و از آن برای معطر کردن نوشابه‌ها استفاده می‌شود.
بائوباب یا درخت زندگی، نقشی کلیدی در اکوسیستم خود ایفا می‌کند. این درخت با حفظ رطوبت خاک، بازیافت مواد مغذی و جلوگیری از فرسایش خاک به بهبود شرایط محیط زیست کمک می‌کند. علاوه بر این، بائوباب منبع مهمی از غذا، آب و پناهگاه برای پرندگان، خزندگان و حشرات مختلف است. در واقع، یک درخت بائوباب بالغ، اکوسیستم خاص خود را ایجاد می‌کند. در آفریقا، میمون‌ها و زگیل‌داران از میوه و دانه‌های بائوباب تغذیه می‌کنند و پرندگان بافنده لانه‌های خود را در شاخه‌های عظیم آن می‌سازند. گلگوها (نوعی نخستی) و خفاش‌های میوه‌خوار از شهد بائوباب تغذیه می‌کنند. فیل‌ها و سایر حیوانات وحشی گاهی پوست اسفنجی بائوباب را می‌خورند که در هنگام کمبود آب، رطوبت را فراهم می‌کند.
درختان بائوباب می‌توانند بسیار بزرگ شوند. در حالی که کوچک‌ترین گونه، بائوباب فونی ماداگاسکار (A. rubrostipa)، تا ۵ متر رشد می‌کند، بزرگ‌ترین گونه، بائوباب آفریقایی (A. digitata)، تا حدود ۲۵ متر رشد می‌کند. بزرگ‌ترین بائوباب‌ها ممکن است محیطی (دور تنه) ۲۵ متر یا بیشتر داشته باشند. پوست آن معمولاً صاف و براق است و رنگ آن از خاکستری مایل به صورتی تا مسی متغیر است. بائوباب‌ها می‌توانند پوستی را که توسط فیل‌ها، سایر گیاهخواران مرورگر یا انسان‌ها کنده شده است، بازسازی کنند. تنه پیازی شکل بائوباب که محل ذخیره آب است، معمولاً کم و بیش استوانه‌ای شکل است. این درخت تا ۱۲۰ هزار لیتر آب را در تنه خود برای تحمل شرایط بی آبی ذخیره می‌کند و برگریزان دارد.

## گونه‌ها
گونه‌های این گیاه عبارتند از:
- آدانسونیا دیجیتاتا لینه – بائوباب آفریقایی، درخت موش‌مرده، درخت نان‌میمون (غرب، شمال‌شرقی، مرکز و جنوب آفریقا، در عمان و یمن در شبه‌جزیرهٔ عربستان، آسیا و پنانگ، مالزی[۶])
- بائوباب گراندیدیه بیون – بائوباب غول (ماداگاسکار)
- بائوباب گرگوری(en) فردیناند مولر (syn. A. gibbosa) – boab, بائوباب استرالیایی، bottletree, cream-of-tartar-tree, gouty-stem (شمال‌غربی استرالیا)

## میوه بائوباب
این درخت دارای میوه‌هایی خوراکی و سرشار از ویتامین C، پتاسیم، کربوهیدرات‌ها و فسفر است. این میوه در غلاف‌های سخت (پوسته‌های ضخیم) یافت می‌شود که به صورت وارونه از درخت آویزان شده‌اند؛ عطر این میوه همچون عطر مرکبات است.
میوه بائوباب تقریباً مانند یک نارگیل کوچک یا انبه بزرگ است که پوسته بیرونی سختی دارد و حدود ۱۸ سانت طول و حدود ۱٫۳ کیلوگرم وزن دارد.
از لحاظ درمانی این میوه خاصیت ضد میکروبی، ضد ویروسی، آنتی‌اکسیدان و ضدالتهاب دارد.
مطالعهٔ دانشگاه «آکسفورد بروکس» نشان می‌دهد، که عصاره میوه بائوباب غنی از پلی‌فنول است که باعث هضم سریع نشاسته در بدن انسان می‌شود.
برخی از مردم به دلیل طبیعت عجیب و غریب میوه بائوباب و داشتن مواد مغذی غنی، آن را «غذای کامل» می‌نامند.
میوه بائوباب به‌طور سنتی در جوامع آفریقایی برای تسکین اسهال و یبوست مورد استفاده قرار می‌گیرد. فیبرهای محلول موجود در میوه بائوباب ممکن است اثرات پروبیوتیک داشته باشد و باعث رشد باکتریهای سالم در روده انسان شود.

## نگارخانه

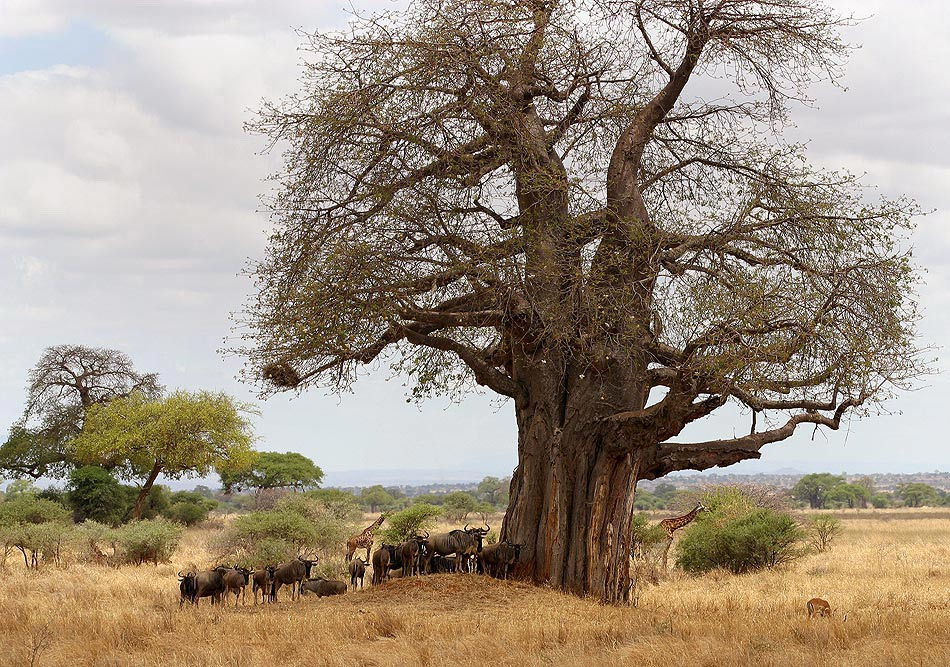
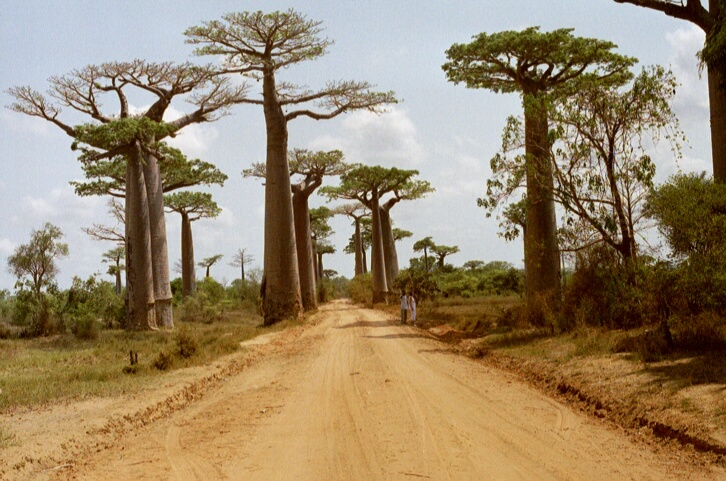
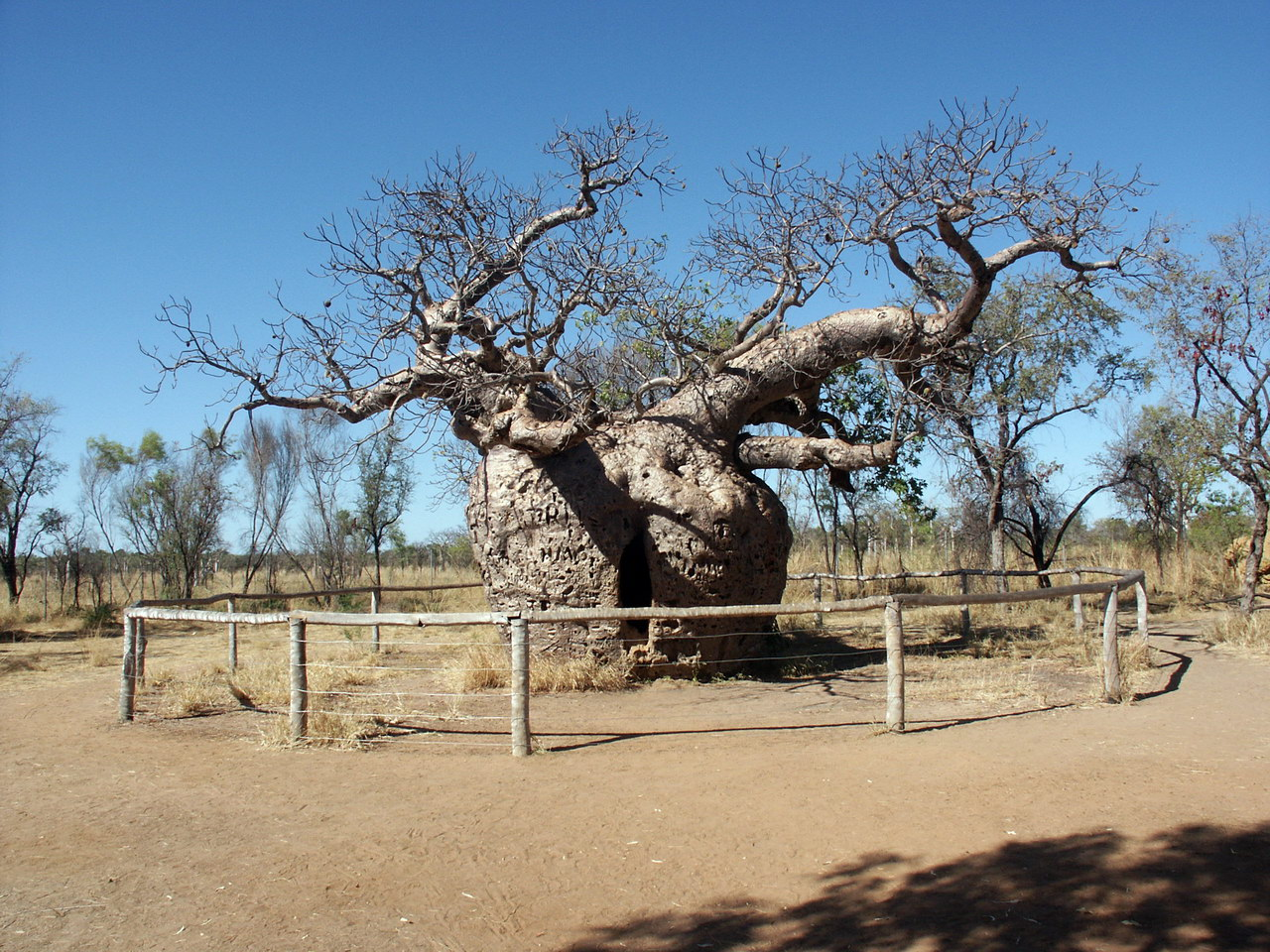
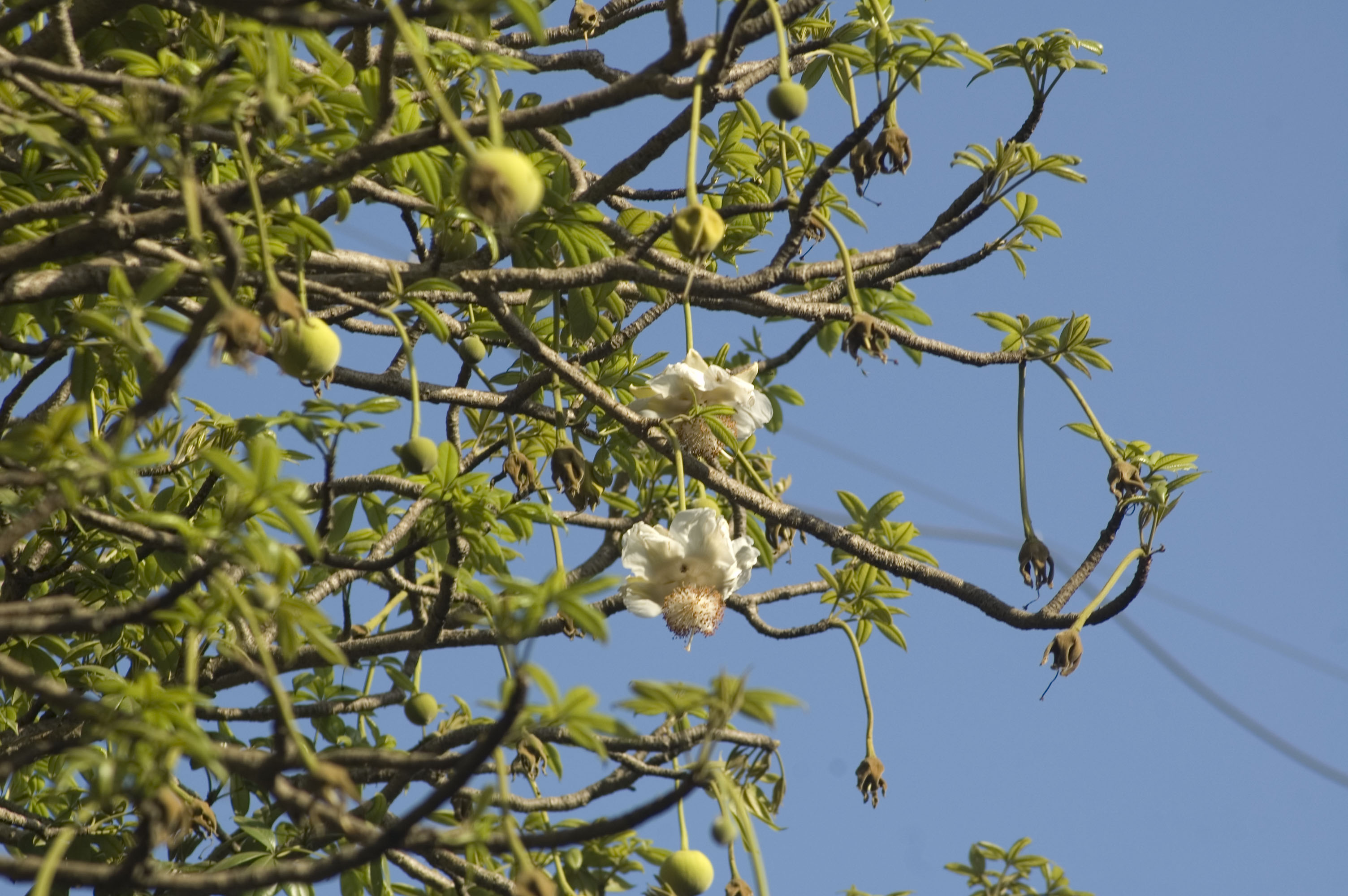
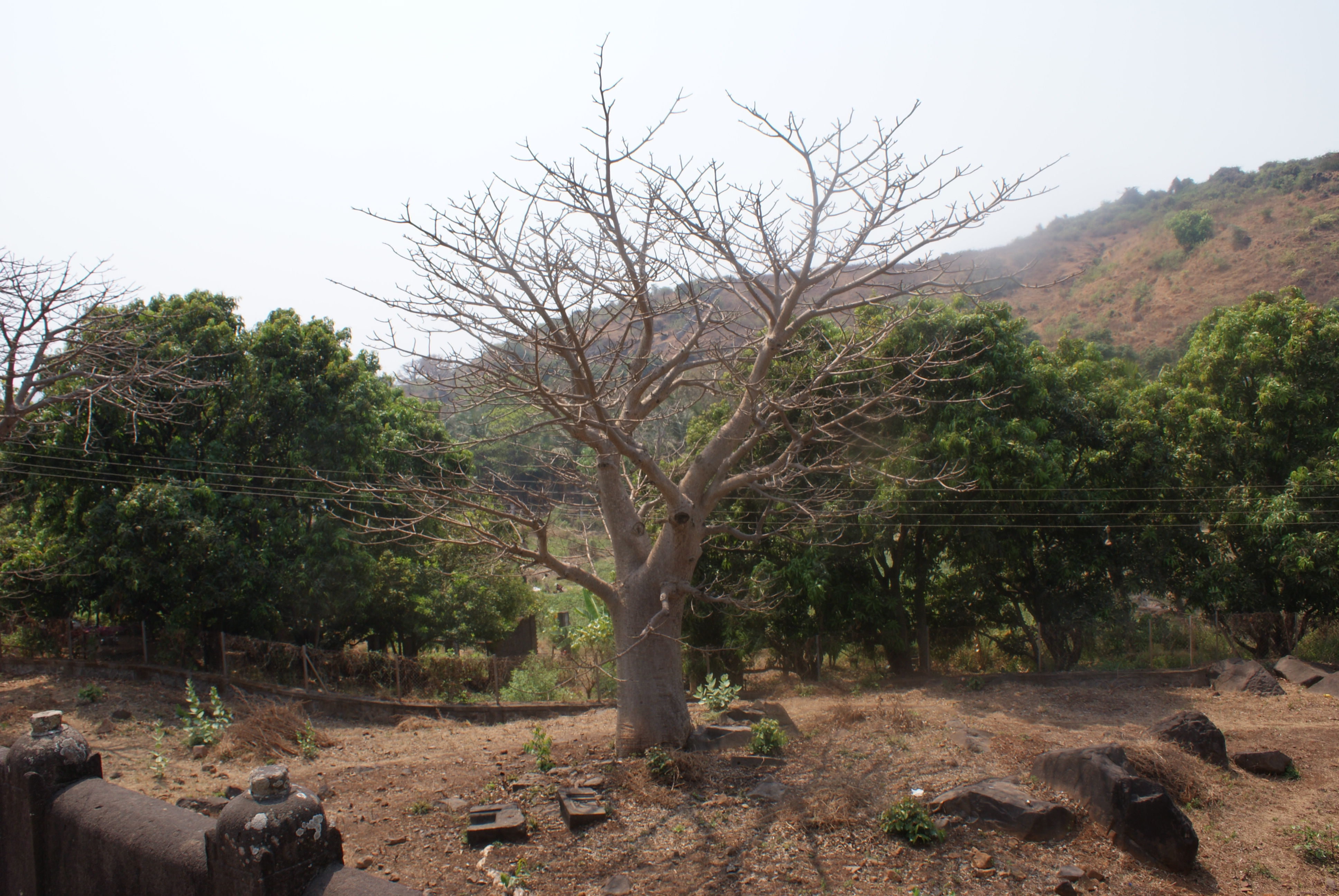
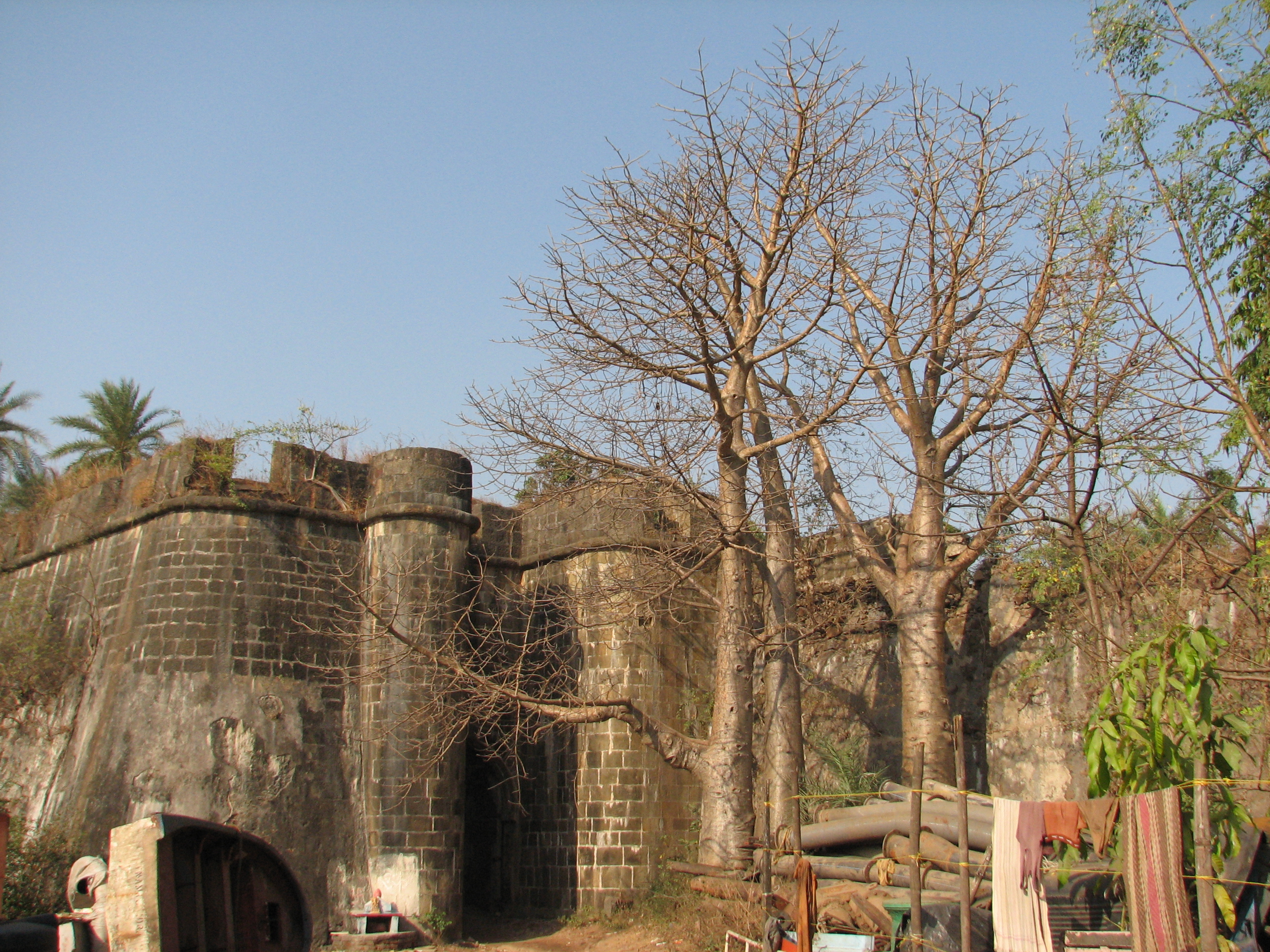
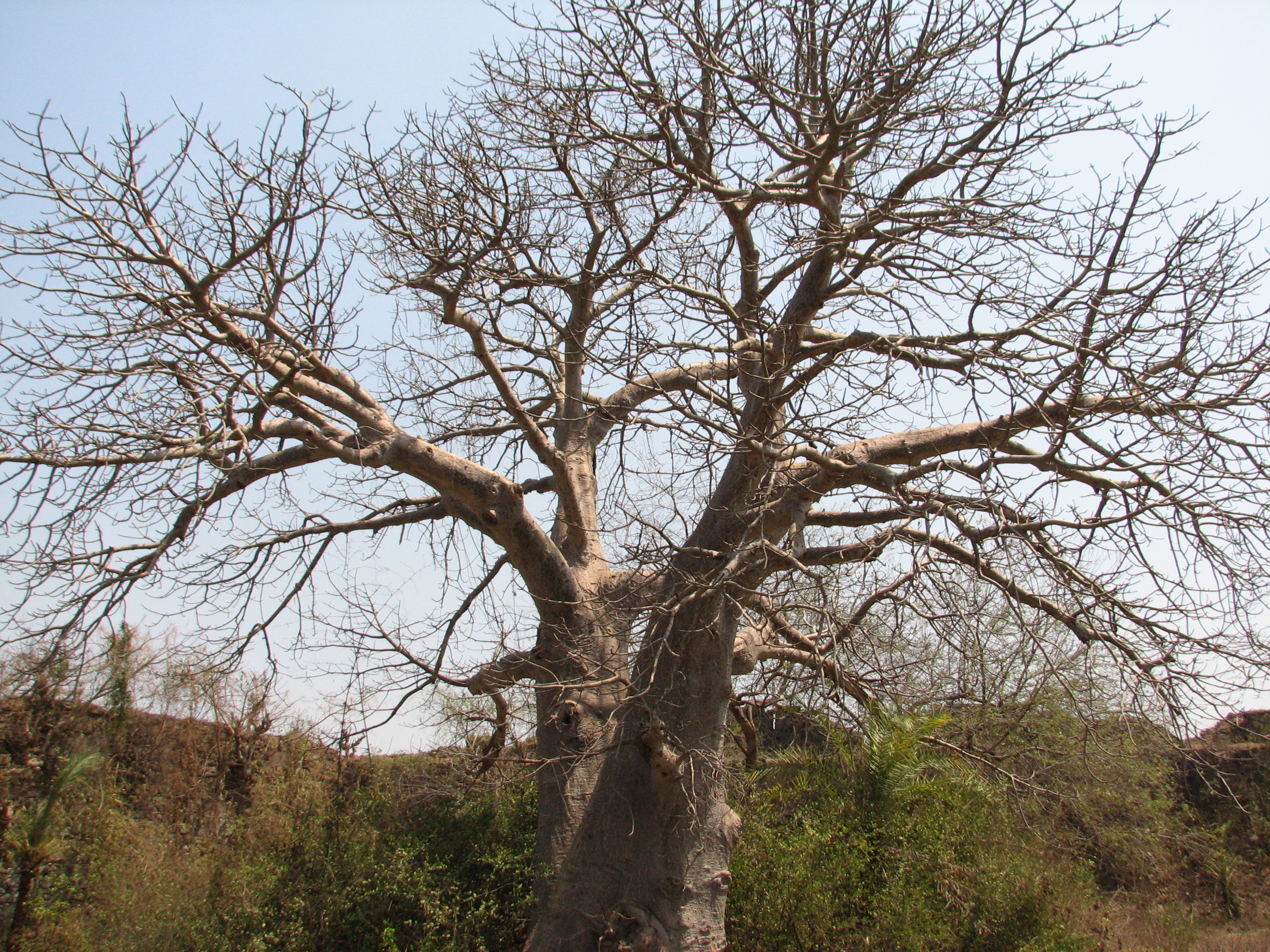